# Wyspy SSS
Wyspy SSS (niderl. SSS-eilanden, ang. SSS islands) – popularne określenie trzech wysp Saba i Sint Eustatius oraz południowej części Sint Maarten w Ameryce Północnej, które geograficznie należą do archipelagu Małe Antyle, grupy Wysp Nawietrznych. Wyspy położone są na Morzu Karaibskim, pomiędzy brytyjskim terytorium zamorskim Anguilla a federacją Saint Kitts i Nevis. Wyspy te należą do Królestwa Niderlandów, przy czym północna część wyspy Sint Maarten jako Saint-Martin, jest francuskim terytorium zamorskim, a południowa jej część krajem autonomicznym Królestwa Niderlandów. Saba oraz Sint Eustatius są gminami zamorskimi, która podlegają bezpośrednio pod Holandię. Oprócz trzech głównych wysp, do terytorium Sint Maarten należy jeszcze dziewięć wysp, w tym dwie zamieszkane i siedem niezamieszkanych. Do gminy Saba należy jedna niezamieszkana wyspa.

## Wyspy

### główne
| Lp. | Nazwa          | Status            | Powierzchnia (km²) | Liczba mieszkańców 1 stycznia 2024 | Gęstość zaludnienia |
| --- | -------------- | ----------------- | ------------------ | ---------------------------------- | ------------------- |
| 1.  | Saba           | gmina zamorska    | 13                 | 2060                               | 158                 |
| 2.  | Sint Eustatius | gmina zamorska    | 21                 | 3204                               | 153                 |
| 3.  | Sint Maarten   | kraj autonomiczny | 34                 | 43 350                             | 1275                |

### pozostałe
| Wyspa        | Nazwa wyspy                      | Zamieszkana |
| ------------ | -------------------------------- | ----------- |
| Sint Maarten | Cow & Calf                       | N           |
| Sint Maarten | Guana Key                        | N           |
| Sint Maarten | Hen & Chickens (Hens and Chicks) | N           |
| Sint Maarten | Little Key                       | N           |
| Sint Maarten | Molly Beday (Molley Beday)       | N           |
| Sint Maarten | Mona                             | N           |
| Sint Maarten | Pelikan Key                      | N           |
| Sint Maarten | Pond                             | T           |
| Sint Maarten | Snoopy                           | T           |
| Saba         | Green Island (Groeneiland)       | N           |

## Historia
Po raz pierwszy jako holenderskie, wyspy SSS stały się poprzez podboje Holenderskiej Kompanii Zachodnioindyjskiej w XVII w. Wcześniej zmieniały często swoją przynależność, należały m.in. do Wielkiej Brytanii czy Francji.
Zgodnie z traktatem brytyjsko-holenderskim z 1814 r. wyspy ABC stały się własnością Holandii dwa lata później. Kolonia Sint Eustatius i terytoria zależne (Sint Eustatius en Onderhorigheden) obejmowało Sint Eustatius, Sint Maarten i Sabę. Kolonia ta w roku 1828 została połączona z kolonią Curaçao i terytoria zależne (Curaçao en Onderhorigheden), w skład której wchodziły Wyspy Zawietrzne tj. Curaçao, Aruba, Bonaire oraz z kolonią Surinam, tworząc nową kolonię (Gouvernement-Generaal van's rijks West-Indische bezittingen) z siedzibą w Paramaribo w Surinamie. W 1845 r. kolonia ta została ponownie rozbita. Kolonia Curaçao i terytoria zależne obejmowała więc od tego czasu wyspy Curaçao, Arubę, Bonaire, Sint Eustatius, Sint Maarten i Sabę.
W roku 1948 kolonię tę przekształcono w Antyle Holenderskie. W 1954 r. Antyle Holenderskie stały się autonomicznym krajem (land) Królestwa Niderlandów.
10 października 2010 r. rozwiązano Antyle Holenderskie. W Królestwie Niderlandów utworzono nowe kraje Curaçao i Sint Maarten, jak również podlegające bezpośrednio pod Holandię gminy zamorskie Bonaire, Sint Eustatius i Saba.

## Języki
Językami urzędowymi na wyspach SSS są niderlandzki i angielski.